# Огуз, Халиме
Халиме Огуз (тур. Halime Oguz; род. 15 июня 1970, Турция) — датский политический деятель. Член Социалистической народной партии (SF). Депутат фолькетинга (2019—2022).

## Биография
Родилась 15 июня 1970 года в Турции. Дочь переводчика Мустафы Огуза (Mustafa Oguz) и домохозяйки Султан Огуз (тур. Sultan Oguz). Непрактикующая мусульманка.
В 2000—2006 годах изучала литературу в Университете Южной Дании (SDU), получила степень бакалавра искусств. В 2006—2012 годах училась по программе ближневосточных исследований в Университете Южной Дании, получила степень магистра (cand.mag.).
В 2003—2012 годах работала переводчиком в различных местах на острове Фюн, в 2010—2012 годах — в коммуне Оденсе.
В 2013—2018 годах — консультант по интеграции в коммуне Копенгаген.
С 2016 года пишет колонку в ежедневной газете Berlingske.

## Политическая карьера
С 2015 года является кандидатом от Социалистической народной партии в столичном округе Нёрребро.
По результатам парламентских выборов 2019 года избрана депутатом фолькетинга в избирательном округе Копенгаген. Баллотировалась на следующих выборах 2022 года, но не была избрана. Является заместителем депутата от Социалистической народной партии в избирательном округе Копенгаген. С 1 по 16 ноября 2023 года замещала Карла Валентина. С 18 февраля 2025 года замещает Карла Валентина, который ушёл в отпуск по уходу за ребёнком на шесть недель, до 31 марта.